# Bahnradsport-Europameisterschaften der Junioren/U23 2015

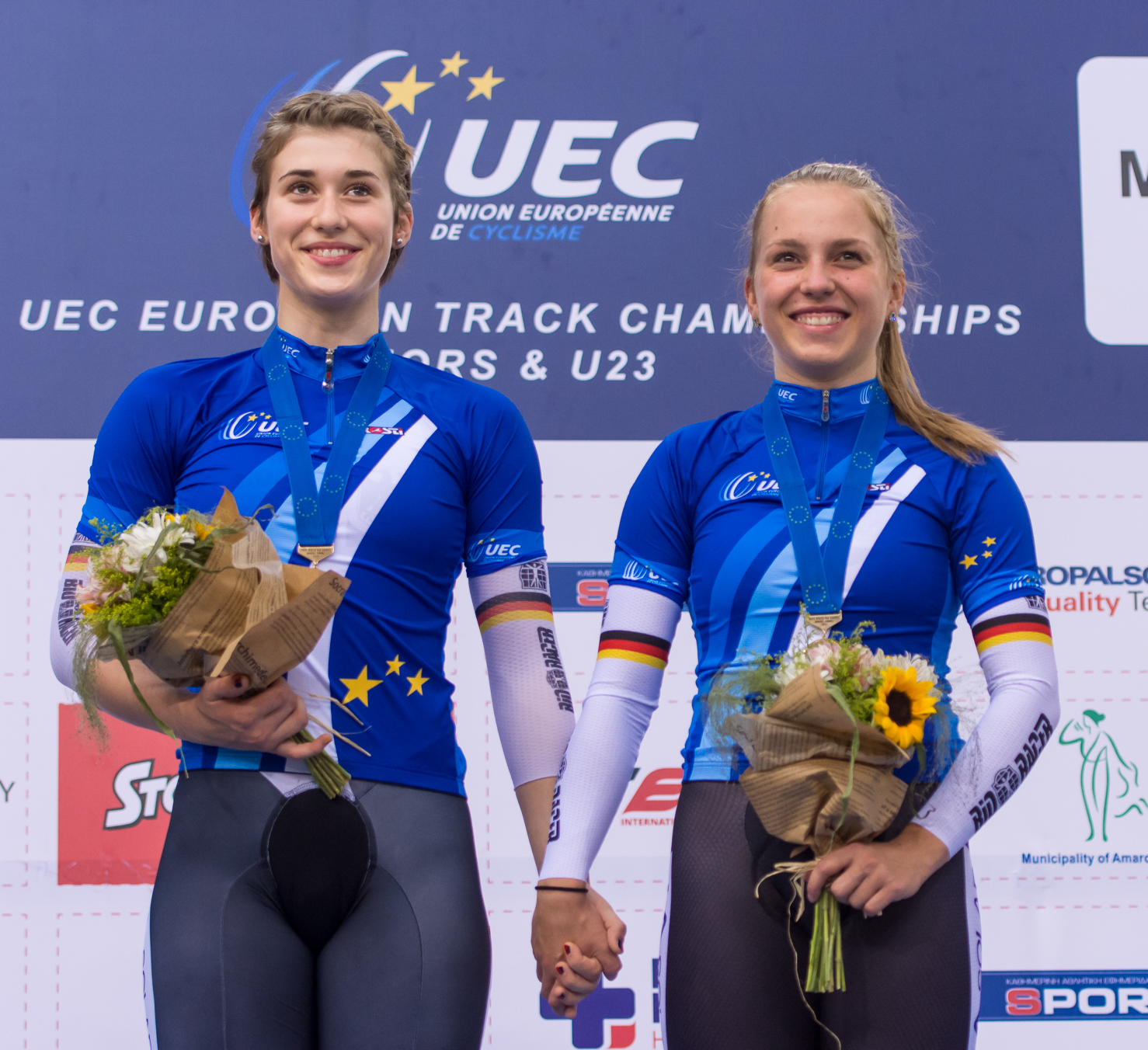
Pauline Grabosch (l.) und Emma Hinze errangen Gold im Teamsprint der Juniorinnen.

Die Bahnradsport-Europameisterschaften der Junioren/U23 2015 (2015 UEC Jun/U23 Track European Championships) fanden vom 14. bis 19. Juli 2015 im Olympischen Velodrom in Marousi, einem Vorort der griechischen Hauptstadt Athen, statt.
Erfolgreichste Teilnehmerin der Europameisterschaften war die Deutsche Emma Hinze, die bei den Juniorinnen die vier Goldmedaillen in allen Kurzzeitdisziplinen errang.
Der Deutsche Maximilian Dörnbach wurde zweifacher Europameister (U23) im 1000-Meter-Zeitfahren und im Teamsprint, der Schweizer Théry Schir holte zwei Titel (U23) in Omnium und Madison. Die Russin Anastassija Woinowa wurde zweifache Europameisterin (U23) in Zeitfahren und Teamsprint.

## Resultate Junioren/Juniorinnen

### Sprint

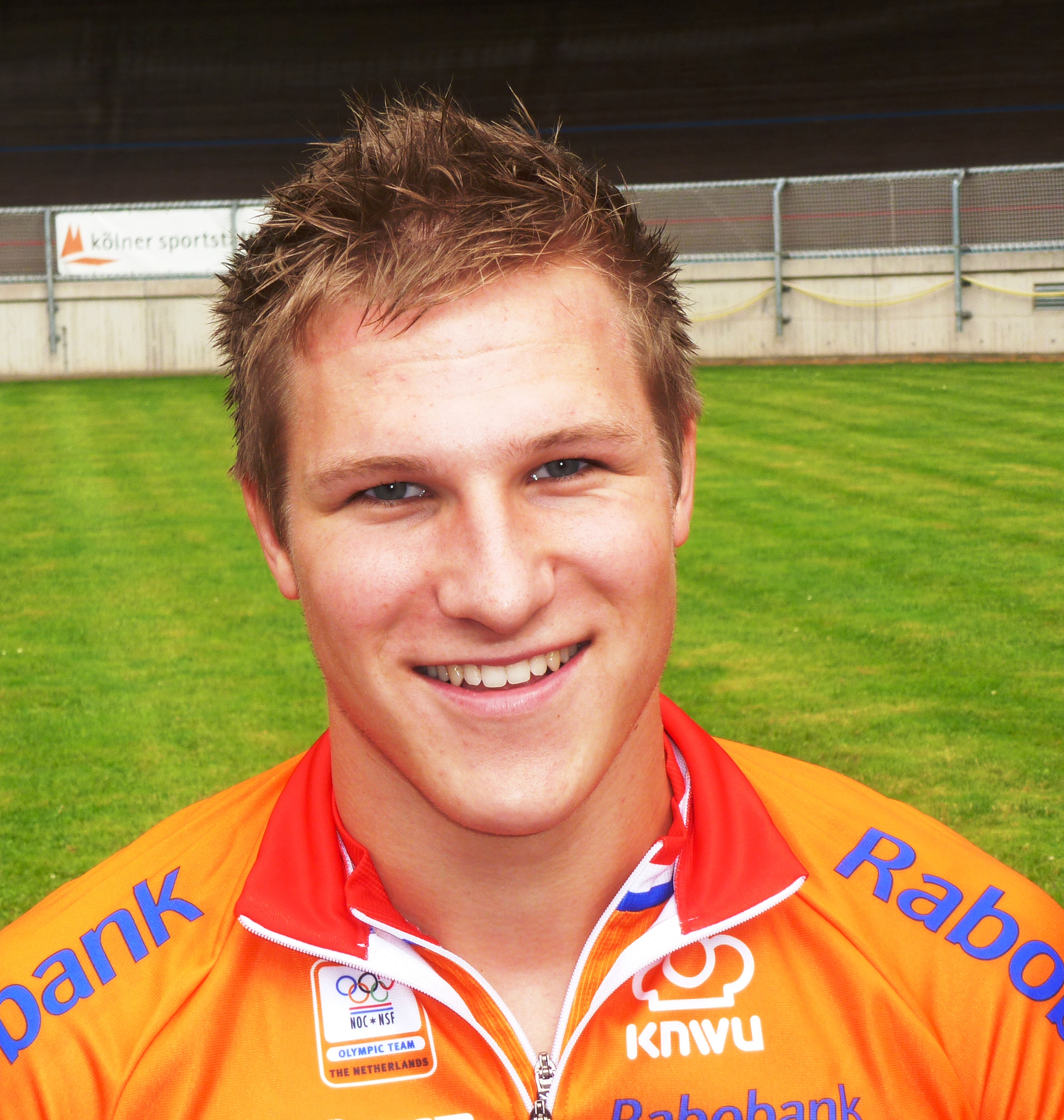
Der Niederländer Jeffrey Hoogland gewann im Sprint (U23).

| Platz | Sportler          | Land | Zeit (s)              |
| ----- | ----------------- | ---- | --------------------- |
|       | Melvin Landerneau | FRA  | 10,660 (2) 10,438 (3) |
|       | Sébastien Vigier  | FRA  | 10,772 (1)            |
|       | Alexei Nosow      | RUS  | 10,555 (1) 10,844 (2) |

| Platz | Sportlerin         | Land | Zeit (s)              |
| ----- | ------------------ | ---- | --------------------- |
|       | Emma Hinze         | GER  | 11,705 (1) 11,658 (2) |
|       | Pauline Grabosch   | GER  |                       |
|       | Julita Jagodzińska | POL  | 12,584 (1) 12,530 (3) |

### Keirin
| Platz | Sportler         | Land |
| ----- | ---------------- | ---- |
|       | Alexej Nosow     | RUS  |
|       | Jiri Janosek     | CZE  |
|       | Sébastien Vigier | FRA  |

| Platz | Sportlerin             | Land |
| ----- | ---------------------- | ---- |
|       | Emma Hinze             | GER  |
|       | Xenija Bogojawlenskaja | RUS  |
|       | Marlena Karwacka       | POL  |

### Zeitfahren

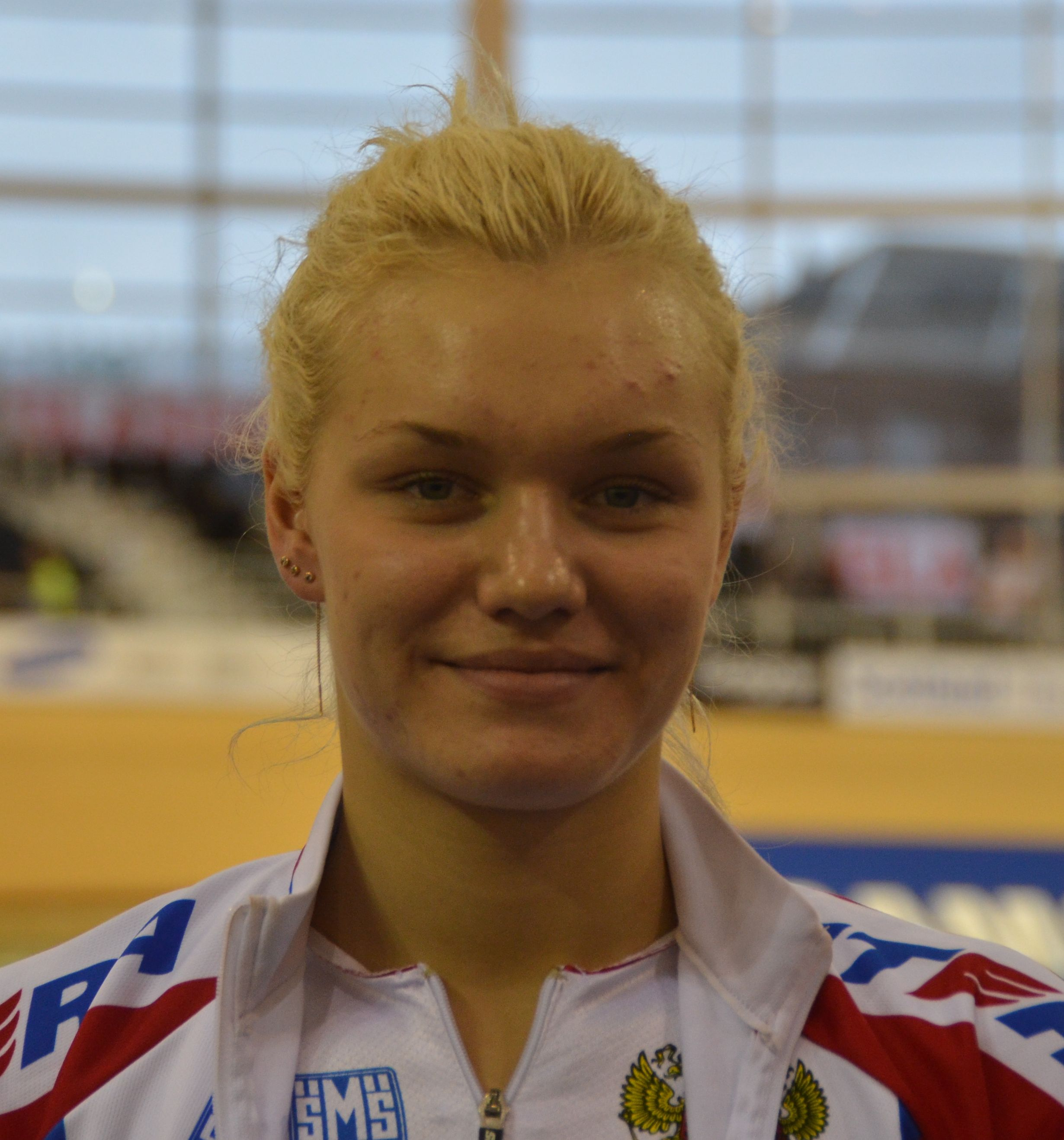
Die russische Sprinterin Anastassija Woinowa holte zwei Titel als Europameisterin.

| Platz | Sportler            | Land | Zeit (min) |
| ----- | ------------------- | ---- | ---------- |
|       | Alexander Wasjuchno | RUS  | 1:03,529   |
|       | Maxim Piskunow      | RUS  | 1:04,233   |
|       | Sam Ligtlee         | NLD  | 1:04,386   |

| Platz | Sportlerin        | Land | Zeit (s)  |
| ----- | ----------------- | ---- | --------- |
|       | Emma Hinze        | GER  | 35,188 DR |
|       | Pauline Grabosch  | GER  | 35,349 0  |
|       | Hetty van de Wouw | NLD  | 35,6420   |

### Teamsprint
| Platz | Sportler                                              | Land | Zeit (s) |
| ----- | ----------------------------------------------------- | ---- | -------- |
|       | Sergei Isajew Alexei Nosow Alexander Wasjukno         | RUS  | 45,021   |
|       | Marcin Czyszczewski Michael Lewandowski Mateusz Miłek | POL  | 45,847   |
|       | Jack Carlin Alexander Joliffe Joseph Truman           | GBR  | 46,113   |

| Platz | Sportlerin                               | Land | Zeit (s) |
| ----- | ---------------------------------------- | ---- | -------- |
|       | Emma Hinze Pauline Grabosch              | GER  | 34,786   |
|       | Elena Bissolati Miriam Vece              | ITA  | 35,322   |
|       | Xenija Bogojawlenskaja Olga Gontscharowa | RUS  | 35,096   |

### Einerverfolgung
| Platz | Sportler            | Land | Zeit (min) |
| ----- | ------------------- | ---- | ---------- |
|       | Daniel Staniszewski | POL  | 3:16,732   |
|       | Thomas Denis        | FRA  | 3:20,005   |
|       | Maxim Schuchow      | RUS  | 3:20,178   |

| Platz | Sportlerin         | Land | Zeit (min) |
| ----- | ------------------ | ---- | ---------- |
|       | Justyna Kaczkowska | POL  | 2:23,598   |
|       | Marion Borras      | FRA  | 2:25,644   |
|       | Olivija Baleišytė  | LTU  | 2:26,041   |

### Mannschaftsverfolgung
| Platz | Sportler                                                            | Land | Zeit (min) |
| ----- | ------------------------------------------------------------------- | ---- | ---------- |
|       | Sergei Rostowzew Dmitri Markow Maxim Piskunow Maxim Suchow          | RUS  | 4:03,505   |
|       | Niklas Larsen Rasmus Pedersen Frederik Rodenberg Tim Vang Cronqvist | DEN  | 4:12,141   |
|       | Dawid Czubak Szymon Krawczyk Mikolaj Sojka Daniel Staniszewski      | POL  | 4:09,002   |

| Platz | Sportlerin                                                       | Land | Zeit (min)  |
| ----- | ---------------------------------------------------------------- | ---- | ----------- |
|       | Elisa Balsamo Rachele Barbieri Sofia Bertizzolo Marta Cavalli    | ITA  | 4:33,463 WR |
|       | Daria Pikulik Justyna Kaczkowska Weronika Humelt Nikola Rozynska | POL  | 4:40,3710   |
|       | Marion Borras Pauline Clouard Lucie Jounier Typhaine Laurance    | FRA  | 4:39,0820   |

### Scratch

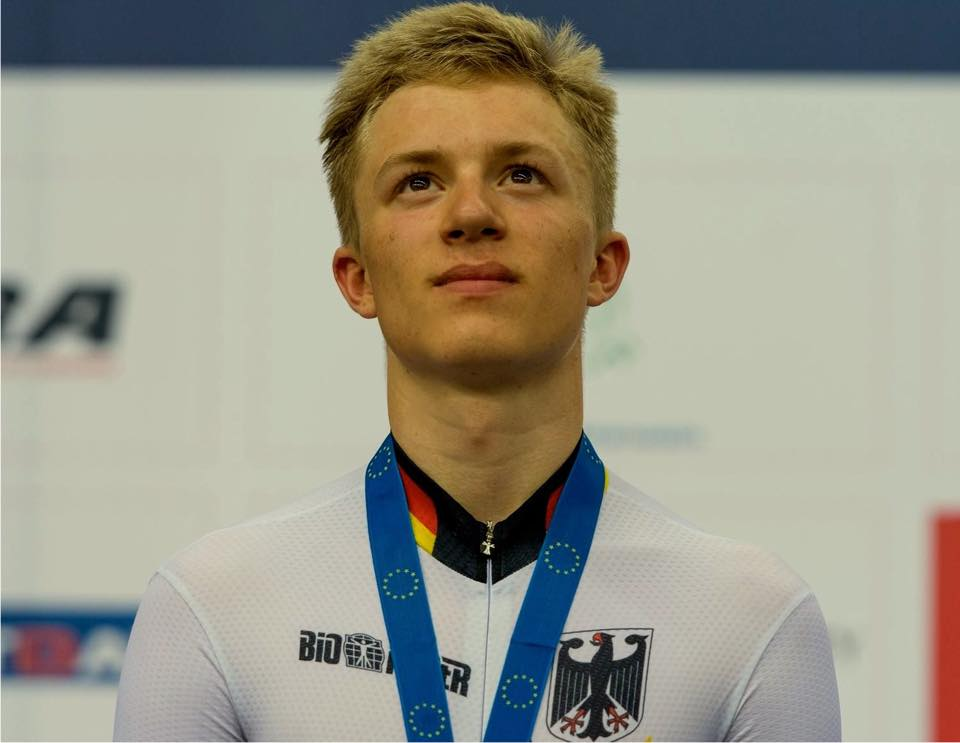
Silber im Scratch gab es für den Deutschen Marcel Franz (hier bei der Siegerehrung in Athen).

| Platz | Sportler           | Land |
| ----- | ------------------ | ---- |
|       | Edgar Stepanian    | ARM  |
|       | Maxim Piskunow     | RUS  |
|       | Vitali Prakapschuk | BLR  |

| Platz | Sportlerin        | Land |
| ----- | ----------------- | ---- |
|       | Elena Bissolati   | ITA  |
|       | Eleanor Dickinson | GBR  |
|       | Hetty van de Wouw | NLD  |

### Punktefahren
| Platz | Sportler        | Land | Punkte |
| ----- | --------------- | ---- | ------ |
|       | Joey Walker     | GBR  | 17     |
|       | Szymon Krawczyk | POL  | 15     |
|       | Denis Nekrasow  | RUS  | 13     |

| Platz | Sportlerin       | Land | Punkte |
| ----- | ---------------- | ---- | ------ |
|       | Rachele Barbieri | ITA  | 35     |
|       | Daria Pikulik    | POL  | 33     |
|       | Tessa Dijksman   | NLD  | 24     |

### Omnium

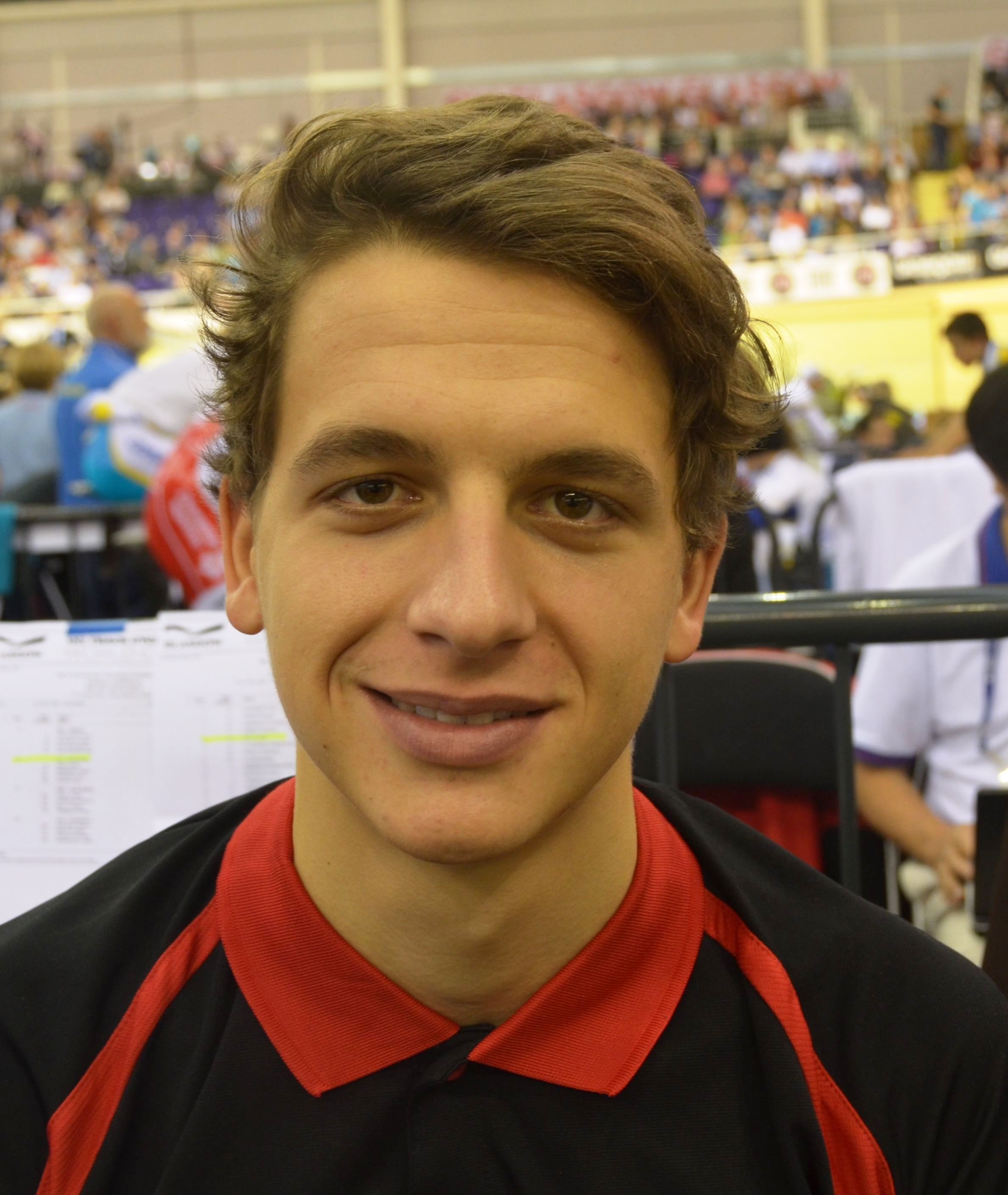
Der Schweizer Théry Schir wurde Europameister im Omnium und im Madison.

| Platz | Sportler          | Land | Punkte |
| ----- | ----------------- | ---- | ------ |
|       | Dawid Czubak      | POL  | 238    |
|       | Taras Schewtschuk | UKR  | 226    |
|       | Sergei Rostowzew  | RUS  | 215    |

| Platz | Sportlerin    | Land | Punkte |
| ----- | ------------- | ---- | ------ |
|       | Daria Pikulik | POL  | 192    |
|       | Grace Garner  | GBR  | 181    |
|       | Marion Borras | FRA  | 178    |

### Madison
| Platz | Sportler                                      | Land | Punkte |
| ----- | --------------------------------------------- | ---- | ------ |
|       | Dmitri Markow Maxim Piskunow                  | RUS  | 15     |
|       | Robbe Ghys Gerben Thijssen                    | BEL  | 12     |
|       | Andreas Stokbro Nielsen Mathias Dahl Pedersen | DEN  | 10     |

## Resultate U23

### Sprint
| Platz | Sportler          | Land | Zeit (s)              |
| ----- | ----------------- | ---- | --------------------- |
|       | Jeffrey Hoogland  | NLD  | 10,096 (1) 10,223 (2) |
|       | Max Niederlag     | GER  |                       |
|       | Nikita Schurschin | RUS  | 10,482 (1) 10,499 (2) |

| Platz | Sportlerin          | Land | Zeit (s)              |
| ----- | ------------------- | ---- | --------------------- |
|       | Anastassija Woinowa | RUS  | 11,435 (2) 11,449 (3) |
|       | Elis Ligtlee        | NLD  | 11,383 (1)            |
|       | Victoria Williamson | GBR  | 11,487 (1) – (2)      |

### Keirin
| Platz | Sportler          | Land |
| ----- | ----------------- | ---- |
|       | Max Niederlag     | GER  |
|       | Nikita Schurschin | RUS  |
|       | Jonathan Mitchell | GBR  |

| Platz | Sportlerin       | Land |
| ----- | ---------------- | ---- |
|       | Katy Marchant    | GBR  |
|       | Melissandre Pain | FRA  |
|       | Elis Ligtlee     | NLD  |

### Zeitfahren
| Platz | Sportler            | Land | Zeit (min) |
| ----- | ------------------- | ---- | ---------- |
|       | Maximilian Dörnbach | GER  | 1:01,108   |
|       | Robin Wagner        | CZE  | 1:01,230   |
|       | Thomas Copponi      | FRA  | 1:02,071   |

| Platz | Sportlerin          | Land | Zeit (s) |
| ----- | ------------------- | ---- | -------- |
|       | Anastassija Woinowa | RUS  | 33,343   |
|       | Darja Schmeljowa    | RUS  | 34,177   |
|       | Elis Ligtlee        | NLD  | 34,177   |

### Teamsprint
| Platz | Sportler                                                    | Land | Zeit (s) |
| ----- | ----------------------------------------------------------- | ---- | -------- |
|       | Richard Aßmus Maximilian Dörnbach Max Niederlag             | GER  | 44,206   |
|       | Mateusz Lipa Mateusz Rudyk Patryk Rajkowski                 | POL  | 44,780   |
|       | Alexander Dubtschenko Alexander Scharapow Nikita Schurschin | RUS  | 44,559   |

| Platz | Sportlerin                           | Land | Zeit (s) |
| ----- | ------------------------------------ | ---- | -------- |
|       | Darja Schmeljowa Anastassija Woinowa | RUS  | 33,016   |
|       | Katy Marchant Victoria Williamson    | GBR  | 33,457   |
|       | Kyra Lamberink Elis Ligtlee          | NLD  | 33,989   |

### Einerverfolgung
| Platz | Sportler           | Land | Zeit (min) |
| ----- | ------------------ | ---- | ---------- |
|       | Marc Fournier      | FRA  |            |
|       | Tom Bohli          | CHE  | eingeholt  |
|       | Corentin Ermenault | FRA  | 4:24,360   |

| Platz | Sportlerin        | Land | Zeit (min) |
| ----- | ----------------- | ---- | ---------- |
|       | Amalie Dideriksen | DEN  | 3:30,600   |
|       | Katie Archibald   | GBR  | 3:31,984   |
|       | Mieke Kröger      | GER  | 3:36,998   |

### Mannschaftsverfolgung
| Platz | Sportler                                                       | Land | Zeit (min) |
| ----- | -------------------------------------------------------------- | ---- | ---------- |
|       | Oliver Wood Germain Burton Matthew Gibson Christopher Latham   | GBR  | 4:00,366   |
|       | Théry Schir Tom Bohli Patrick Müller Frank Pasche              | CHE  | 4:03,497   |
|       | Raman Zischkou Jauhen Karaljok Michail Schemetau Raman Ramanau | BLR  | 4:04,240   |

| Platz | Sportlerin                                                               | Land | Zeit (min) |
| ----- | ------------------------------------------------------------------------ | ---- | ---------- |
|       | Ina Sawenka Katsiaryna Piatruskaja Polina Piwowarowa Maryna Schmajankowa | BLR  | 4:29,067   |
|       | Anna Knauer Lisa Klein Mieke Kröger Gudrun Stock                         | GER  | 4:30,651   |
|       | Tamara Balabolina Gulnas Badykowa Alexandra Tschekina Natalja Moscharowa | RUS  | 4:29,358   |

### Scratch
| Platz | Sportler       | Land |
| ----- | -------------- | ---- |
|       | Matthew Gibson | GBR  |
|       | Marcel Franz   | GER  |
|       | Ondrej Rybin   | CZE  |

| Platz | Sportlerin          | Land |
| ----- | ------------------- | ---- |
|       | Soline Lamboley     | FRA  |
|       | Natalja Moscharowa  | RUS  |
|       | Maryna Schmajankowa | BLR  |

### Punktefahren
| Platz | Sportler       | Land | Punkte |
| ----- | -------------- | ---- | ------ |
|       | Raman Ramanau  | BLR  | 78     |
|       | Andrei Sasanow | RUS  | 72     |
|       | Julio Amores   | ESP  | 61     |

| Platz | Sportlerin        | Land | Punkte       |
| ----- | ----------------- | ---- | ------------ |
|       | Gulnas Badykowa   | RUS  | 41 + 1 Runde |
|       | Ina Sawenka       | BLR  | 30 + 1 Runde |
|       | Polina Piwowarowa | BLR  | 26 + 1 Runde |

### Omnium
| Platz | Sportler      | Land | Punkte |
| ----- | ------------- | ---- | ------ |
|       | Théry Schir   | CHE  | 195    |
|       | Oliver Wood   | GBR  | 189    |
|       | Thomas Boudat | FRA  | 184    |

| Platz | Sportlerin        | Land | Punkte |
| ----- | ----------------- | ---- | ------ |
|       | Amalie Dideriksen | DEN  | 227    |
|       | Tamara Balabolina | RUS  | 223    |
|       | Anna Knauer       | GER  | 203    |

### Madison
| Platz | Sportler                        | Land | Punkte (Runden) |
| ----- | ------------------------------- | ---- | --------------- |
|       | Théry Schir Frank Pasche        | SUI  | 11 + 1 Runde    |
|       | Thomas Boudat Benjamin Thomas   | FRA  | 19              |
|       | Simone Consonni Francesco Lamon | ITA  | 14              |

## Medaillenspiegel
| Rang   | Land                   | Gold | Silber | Bronze | Gesamt |
| ------ | ---------------------- | ---- | ------ | ------ | ------ |
| 1      | Russland               | 9    | 8      | 8      | 25     |
| 2      | Deutschland            | 7    | 5      | 2      | 14     |
| 3      | Polen                  | 4    | 5      | 3      | 12     |
| 3      | Vereinigtes Königreich | 4    | 5      | 3      | 12     |
| 5      | Frankreich             | 3    | 5      | 6      | 14     |
| 6      | Italien                | 3    | 1      | 1      | 5      |
| 7      | Schweiz                | 2    | 2      | –      | 4      |
| 8      | Belarus                | 2    | 1      | 4      | 7      |
| 9      | Dänemark               | 2    | 1      | 1      | 4      |
| 10     | Niederlande            | 1    | 2      | 6      | 9      |
| 11     | Armenien               | 1    | –      | –      | 1      |
| 12     | Tschechien             | –    | 2      | 1      | 3      |
| 13     | Ukraine                | –    | 1      | –      | 1      |
| 13     | Belgien                | –    | 1      | –      | 1      |
| 15     | Litauen                | –    | –      | 1      | 1      |
| 15     | Spanien                | –    | –      | 1      | 1      |
| Gesamt | Gesamt                 | 38   | 39     | 37     | 114    |